# Димитър Терзийски (ботаник)
Димитър Петров Терзийски е български ботаник и университетски преподавател, професор, доктор на биологичните науки.

## Биография
Роден е на 7 октомври 1932 г. в село Долно Озирово, област Монтана. Завършва Първа мъжка гимназия във Враца с отличен успех. Въпреки отличния си успех и задълбочен интерес към историята, литературата и чуждите езици, поради конфликт по семейна линия с тогавашната комунистическа власт, не му е разрешено да учи журналистика във Факултета по журналистика на Софийския университет. Кандидатства отново и е приет във Висшия селскостопански институт „Георги Димитров“ в София.

## Научна дейност
През 1961 г. успешно завършва Висшия селскостопански институт в София, където същата година става и асистент.
През 1973 г. специализира Електронна микроскопия и цитоембриология във Факултета по биология на Сорбоната в Париж, Франция, Растителна ембриология в Ленинград, СССР, през 1980 г. – в Ботаническия институт, а през 1987 г. – Трансмисионна и сканингелектронна микроскопия във Факултета по биология към Университета в Токио, Япония.
Остава да работи като дългогодишен преподавател по ботаника във Висшия селскостопански институт „Георги Димитров“ и Аграрния университет в Пловдив. Титуляр е на магистърски курсове по Ембриология на семенните растения, Биология на растителната клетка и Приложение на трансмисионната и сканираща електронна микроскопия. Посвещава се на научните изследвания в областта на микроструктурната ботаника – цитология, анатомия и ембриология на растенията.
През 1985 г. успешно защитава степента „доктор на биологическите науки“ с труда си „Биосистематично и агробиологично проучване на българските представители от род Vicia L. /фий/ сем. Fabaceae Lindl“. През 1989 г. е избран за професор във ВСИ – Пловдив. През 1987 г. става заместник-декан на Аграрния факултет, през 1989 г. – заместник-ректор и впоследствие ръководител на катедра Ботаника от 1991 г. във ВСИ – Пловдив.
Научните му интереси са свързани с ботаника, биосистематика, цитология, анатомия, цитоембриология, електронна микроскопия.
Автор и съавтор е на 97 научни труда и 12 университетски учебника, учебни помагала и ръководства. Последната му монография, публикувана в съавторство с доц. д-р Петя Юрукова-Грънчарова, е свързана с дългогодишните му изследвания в областта на репродуктивната биология на растенията – апомиксис.
Владее свободно английски, руски и френски език.
Умира след боледуване през 2015 г. в София.